# St. Alban (Offenau)

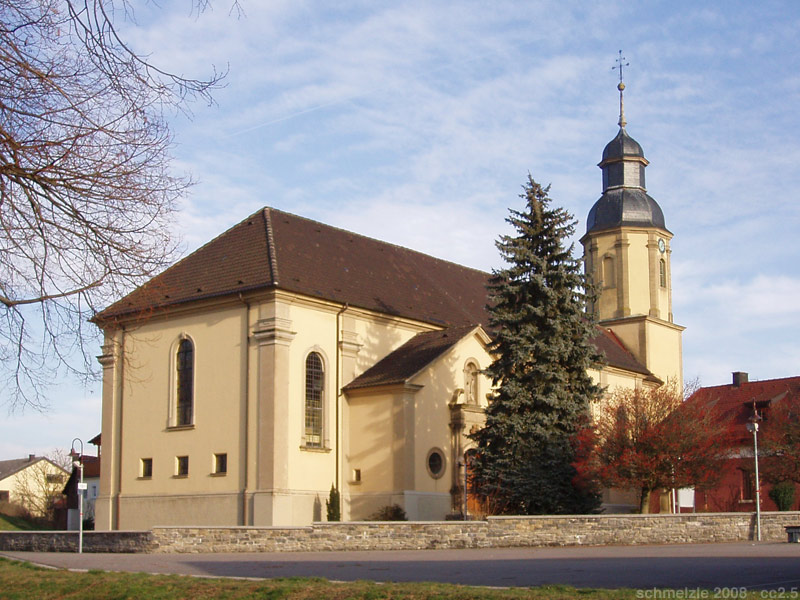
Pfarrkirche St. Alban in Offenau

Die Pfarrkirche St. Alban in Offenau ist eine katholische Pfarrkirche, deren barocke Gestalt auf einen Neubau aus dem Jahr 1751 zurückgeht.

## Geschichte
Bereits um 1400 befand sich am heutigen Standort der Kirche St. Alban eine gotische Kapelle, die zunächst Filialkirche von St. Kilian in Duttenberg war und 1438 zur eigenen Pfarrei erhoben wurde. Offenau gehörte damals zum Erzbistum Mainz, von dem vermutlich die Wahl des Kirchenpatrons, des in Mainz bestatteten Märtyrers Alban von Mainz, ausging. Im späten 15. Jahrhundert gelangte Offenau in den Besitz des Deutschen Ordens und blieb daher bis in die Gegenwart überwiegend katholisch. Um 1500 wurde die Kapelle erweitert. Im Dreißigjährigen Krieg, während dessen von 1632 bis 1634 auch zeitweilig ein evangelischer Pfarrer in Offenau predigte, zerfiel dieses Vorgängerbauwerk jedoch.
1751 erfolgte schließlich unter Deutschordens-Komtur Johann Christoph von Buseck ein barocker Neubau, der von Baumeister Franz Häffele ausgeführt wurde. Einige Bauteile des Vorgängerbauwerks flossen noch in den Neubau ein. In der Sakristei im Turm sind deswegen Fresken aus dem 15. Jahrhundert erhalten.
1826 wurde das benachbarte Pfarrhaus erbaut. 1852 wurde der ursprünglich um die Kirche befindliche Friedhof aufgehoben. Die Kirche wurde seit ihrem Bau mehrfach umgebaut und renoviert. 1877 wurden die Seitenaltäre erneuert, 1939 wurde die Kirche durch einen Anbau erweitert und der Eingang verlegt. 1950 wurden drei neue Glocken beschafft, 1957 erfolgte eine Innenrenovierung. 1963 wurde außerdem der Glockenturm renoviert. 1972/73 wurde die Kirche außen und 1980/81 sowie 2003 abermals innen renoviert.

## Beschreibung

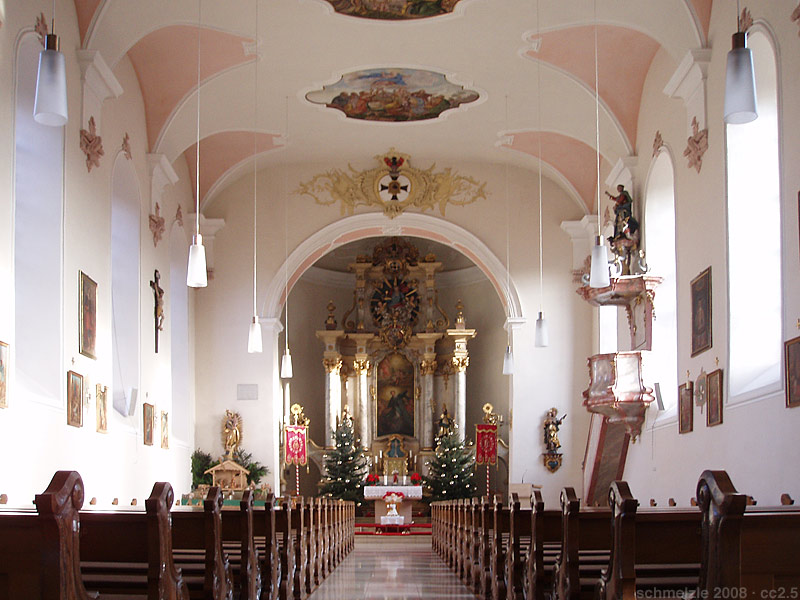
Blick zum Chor

Die Pfarrkirche St. Alban ist eine einschiffige Kirche, die nach Osten, zum Chor hin ausgerichtet ist. Der Haupteingang befindet sich in einer südlich angebauten Vorhalle. Die Jahreszahl des Neubaus ist im Gewand einer Nische in der südlichen Außenmauer zu sehen, in der sich eine Pietà befindet.

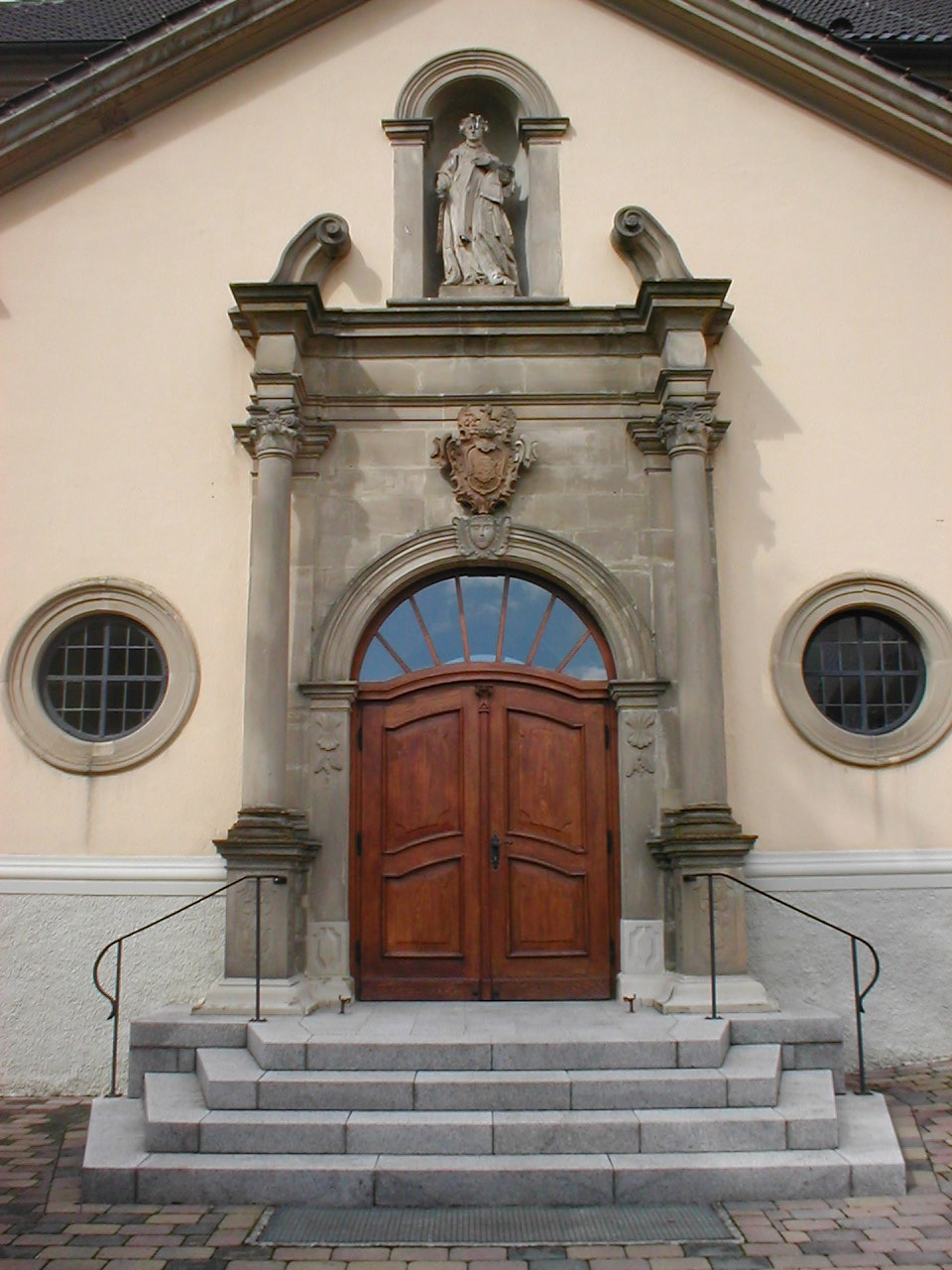
Portal
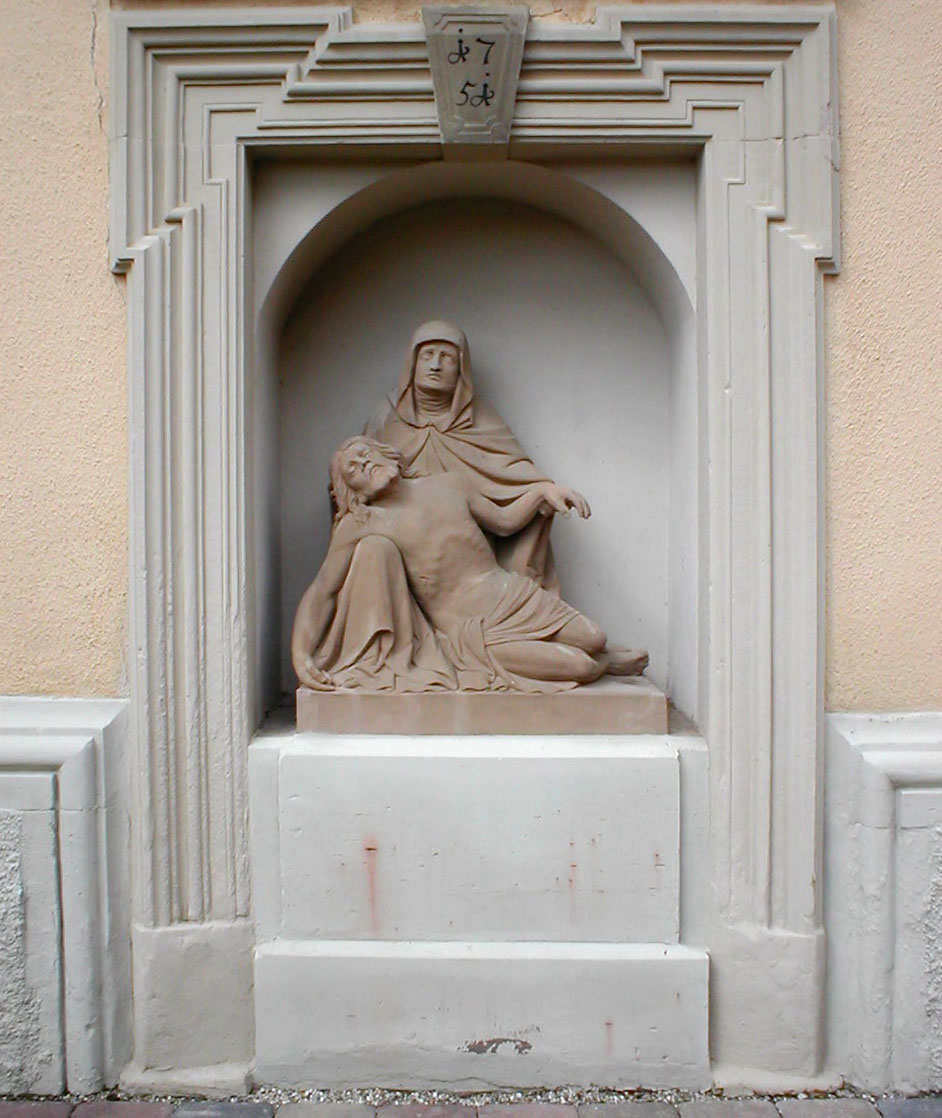
Pietà in Nische, datiert 1751

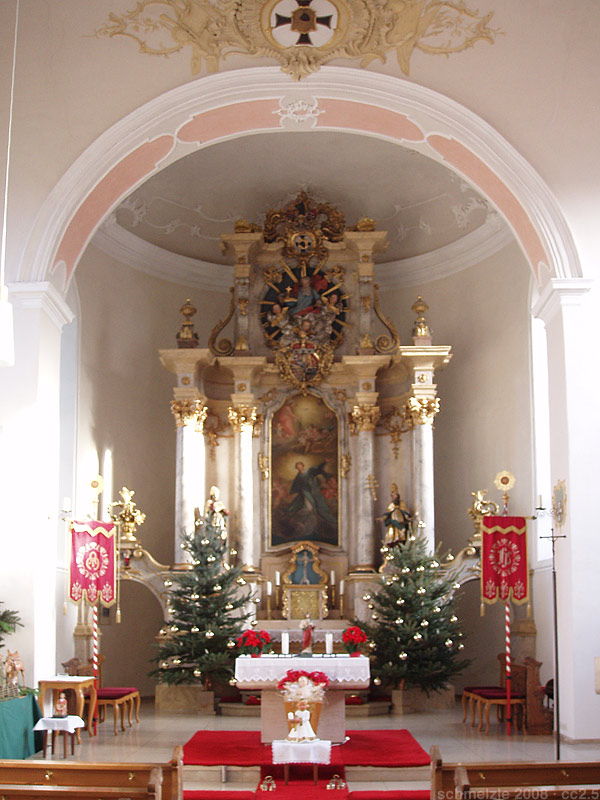
Hochaltar

Das Innere der Kirche ist im Wesentlichen noch im Barockstil der Zeit der Erbauung der Kirche erhalten. Dazu zählen als Bauschmuck insbesondere Stuckarbeiten an Decken, Deckenkonsolen, Fenstergewänden und am Triumphbogen, bekrönt vom Wappen des Komturen Buseck. Kunsthistorisch wertvoll sind der Hochaltar und die Kanzel sowie eine alte Joseph-Statue.

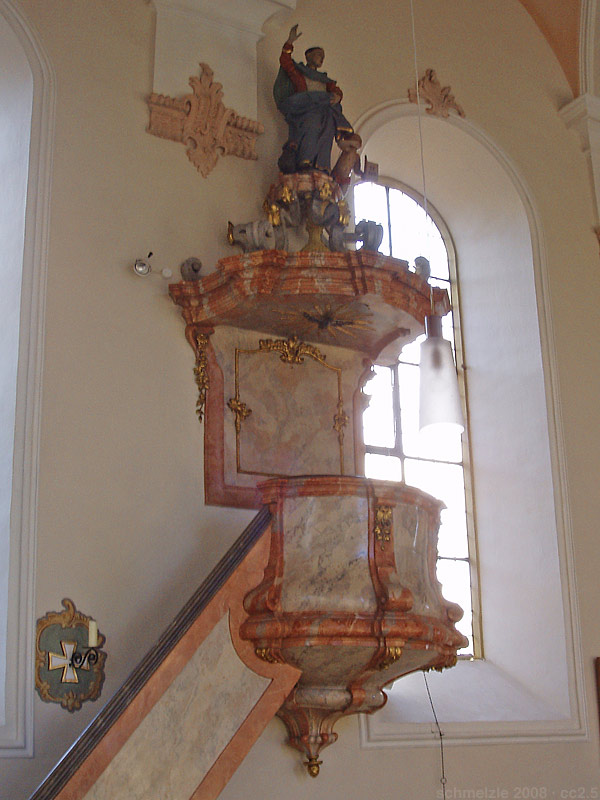
Kanzel
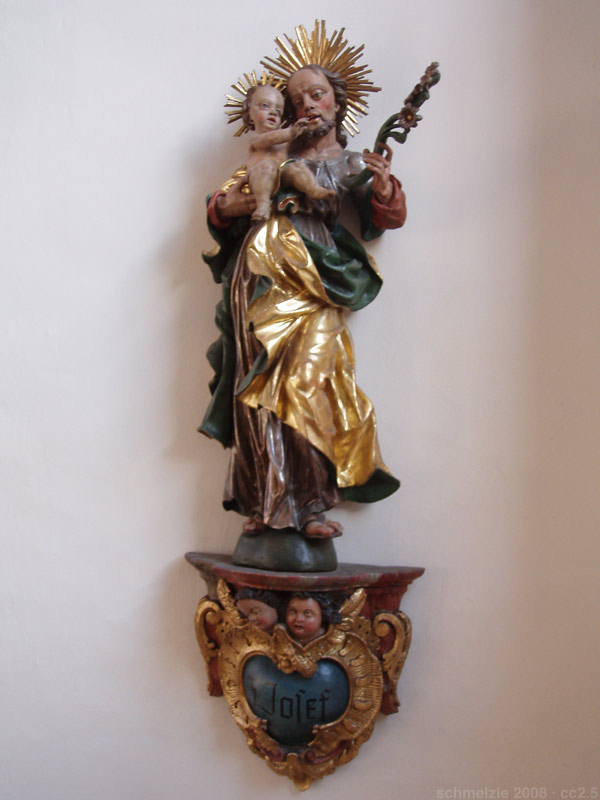
Joseph-Statue